# مركز الخطوط الجوية الأمريكية
مركز الخطوط الجوية الأمريكية (بالإنجليزية: American Airlines Center)‏ هي ساحة داخلية متعددة الأغراض تقع في حي فيكتوري بارك في وسط مدينة دالاس بولاية تكساس.